# Mallika Sherawat
Mallika Sherawat (hindi: मल्लिका शेरावत, urodz. 24 października 1976)[1] jako Reema Lamba w Karnal, w stanie Hariana, Indie) – popularna indyjska aktorka i modelka. Znana ze swej otwartości w wypowiedziach, uchodzi w Indiach za symbol seksu. Za rolę w filmie Murder nominowana do Nagrody Zee Cine dla Najlepszej Aktorki.

## Filmografia
| Year | Film                                | Rola                 | Uwagi                                      |
| ---- | ----------------------------------- | -------------------- | ------------------------------------------ |
| 2002 | Jeena Sirf Merre Liye               | Sonia (gościnnie)    | jako Reema Lamba                           |
| 2003 | Khwahish                            | Lekha Khorzuvekar    |                                            |
| 2004 | Kis Kis Ki Kismat                   | Meena Madhok         |                                            |
| 2004 | Murder                              | Simran Saigal        |                                            |
| 2005 | Bachke Rehna Re Baba                | Padmini              |                                            |
| 2005 | Mit                                 | indyjska księżniczka | chińsko-hongkoński film                    |
| 2006 | Pyaar Ke Side Effects               | Trisha               |                                            |
| 2006 | Shaadi Se Pehle                     | Sania                |                                            |
| 2006 | Darna Zaroori Hai                   |                      |                                            |
| 2007 | Guru                                | Jhumpa (gościnnie)   | w piosence " Mayya Mayya"                  |
| 2007 | Preeti Eke Bhoomi Melide            |                      | w piosence                                 |
| 2007 | Aap Ka Suroor – The Real Love Story | Ruby                 | gościnnie                                  |
| 2007 | Fauj Mein Mauj                      | Sunehri Dhanda       |                                            |
| 2007 | Welcome (film)                      | Ishika               |                                            |
| 2008 | Unveiled                            |                      | zapowiedziany                              |
| 2008 | Dasavatharam                        | Jasmine              | tamilski film premiera w czerwcu 2008 2008 |